# Port w Braniewie
Port w Braniewie – historyczny port morski w Braniewie nad Zalewem Wiślanym. W średniowieczu przynależał do związku miast hanzeatyckich (ok. 1358–1604). Współcześnie w miejscu portu znajduje się przystań żeglarska.

## Lokalizacja braniewskich portów

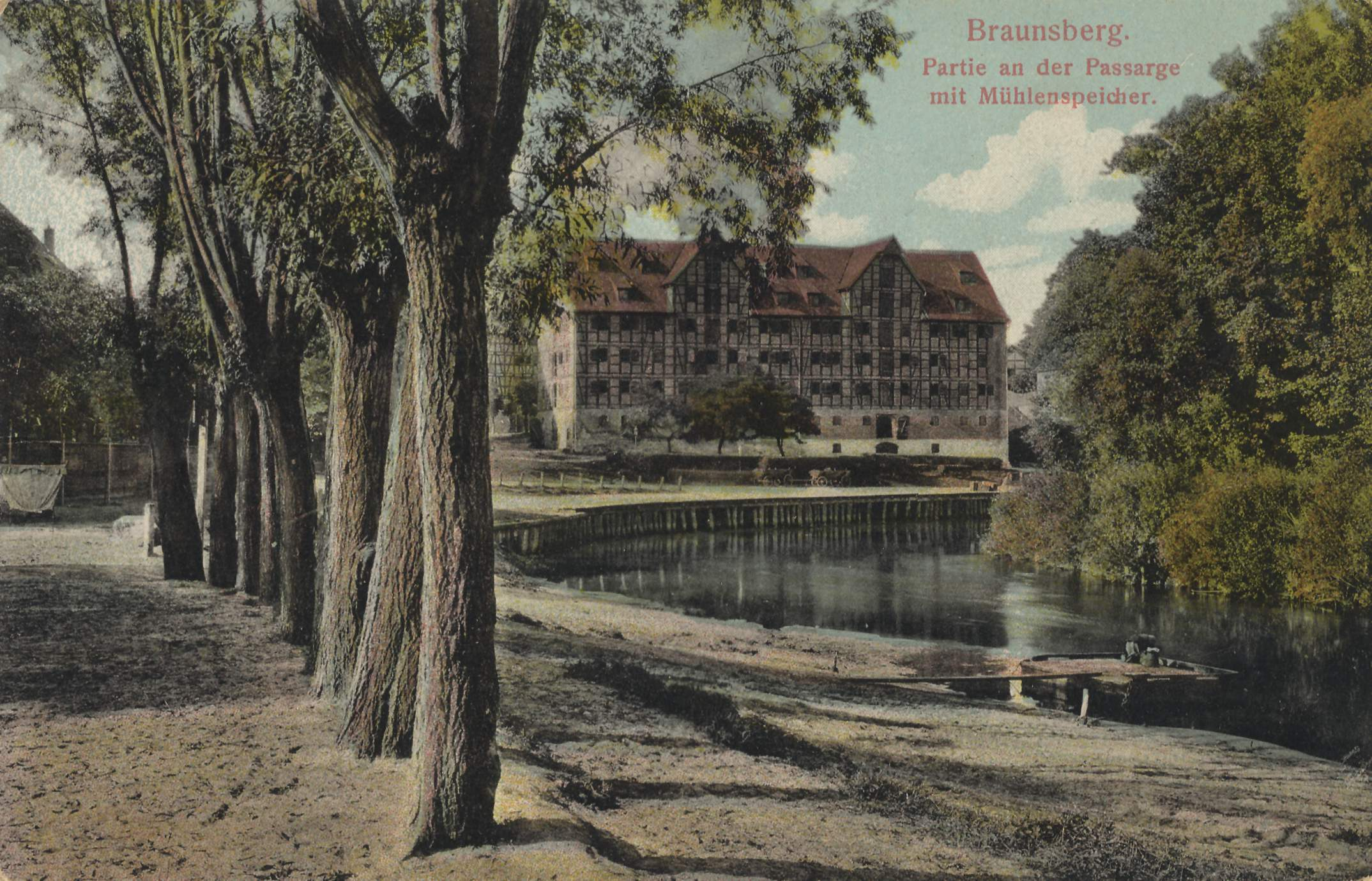
Rzeka Pasłęka i niezachowany spichlerz „Pod Złotym Lwem” (Löwenspeicher) należący do Johanna Oestreicha, rozpoczynający dzielnicę portową miasta

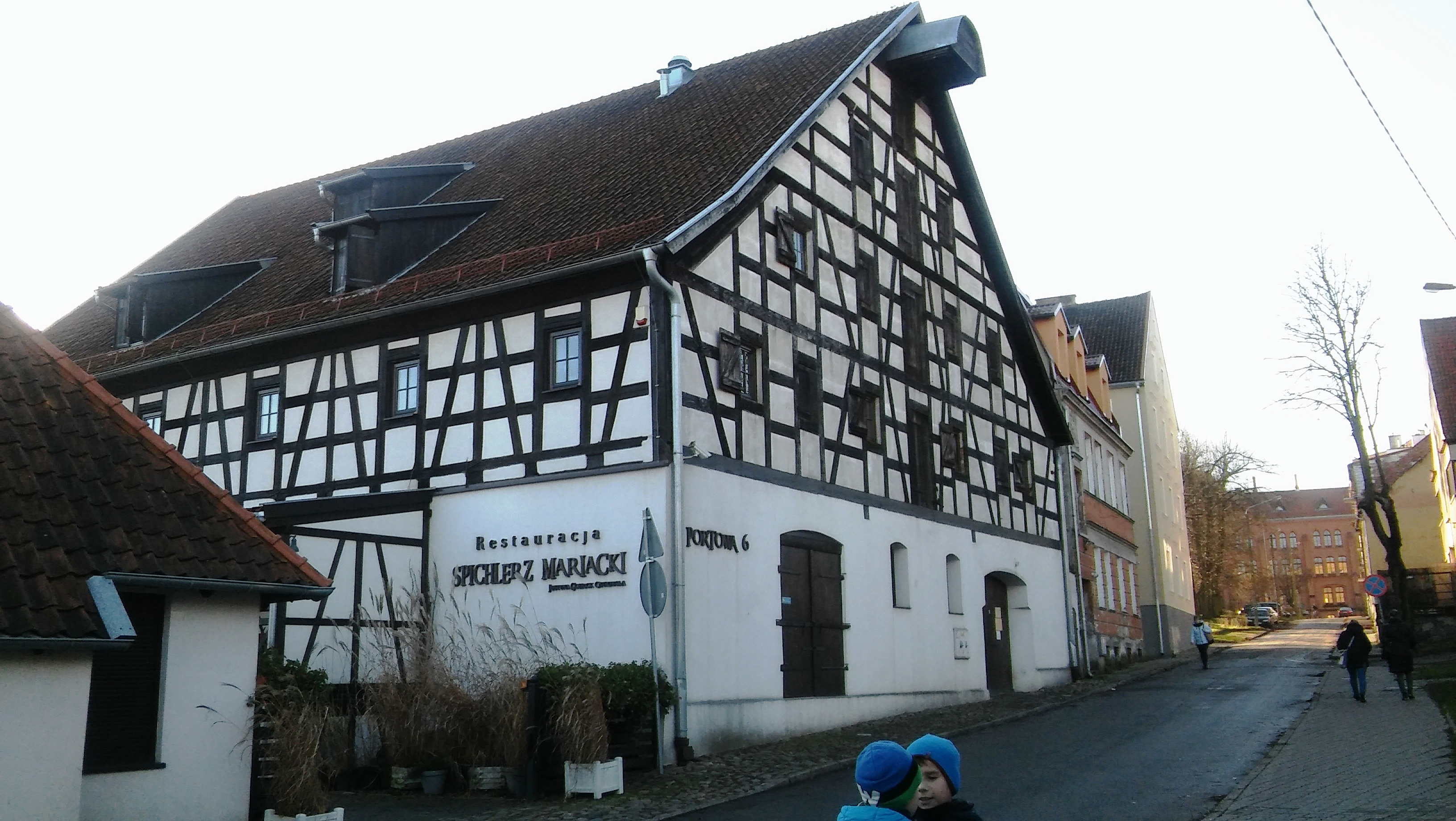
Ostatni zachowany spichlerz przy ulicy – dziś tylko już z nazwy – Portowej

Braniewo mimo oddalenia od Zalewu Wiślanego o ok. 7 km było zaliczane do miast portowych. Średniowieczne porty położone były często nie przy ujściach rzek, ale kilka, kilkanaście kilometrów w głąb lądu. Dawało to zabezpieczenie zarówno przed sztormami, jak i atakami nieprzyjaciela. Tego typu porty nazywa się portami wewnętrznymi. Przy ujściach rzek budowano natomiast porty zewnętrzne (awanporty) dla większych jednostek, których zanurzenie nie pozwalało dopłynąć w górę rzeki do portu właściwego. Przewóz towarów między tymi portami odbywał się za pomocą mniejszych statków – lichtug i burdyn. Na temat początków wewnętrznego portu w Braniewie niewiele wiadomo. W zarządzeniu rady miejskiej z 1406 r. wymieniono cztery miejsca, w których powinno się wyładowywać towar ze statku po zapłaceniu cła palowego: 1. Pomost (Brücke), 2. (Ciernisty krzew) Dornbusch, 3. Czerwony Rów (Rotes Wasser), 4. Bollwerk. „Brücke” (most, pomost) jest to obecne nabrzeże w Braniewie nad rzeką Pasłęką (przystań żeglarska) z zachowanym ostatnim ze spichlerzy – spichlerzem Mariackim. W źródłach i literaturze miejsce to jest również określano jako „Ladungsbrücke” i „Salzbrücke”. Miejsce zwane „Dornbusch” (ciernisty krzew) w opisie granic posiadłości ziemskich Braniewa z 1284 r. umiejscowione jest po drugiej stronie Pasłęki (tj. na prawym brzegu) w pobliżu drogi do wsi Rusy. To miejsce wyładunku jest umiejscawiane w okolicy dzisiejszego rynku przy placu Piłsudskiego (niem. Fischmarkt), tj. w miejscu, gdzie w średniowieczu i okresie nowożytnym znajdowała się braniewska łasztownia (niem. Lastadie). Czerwony Rów to ciek wodny uchodzący do Pasłęki ok. 100 m na zachód od kościoła św. Krzyża. W tej okolicy miało zostać założone pierwsze miasto Braniewo. Jeszcze w XX w. używano tego miejsca do załadunku bądź spławiania drewna. W połowie XVII w. wzmiankowany był w tym miejscu spichlerz biskupi. Ostatnie miejsce wyładunku, Bollwerk (w j. środkowo-dolnoniemieckim to brzeg rzeki, jego drewniane umocnienie z grubych bali, wał ochronny, grobla), jest to już port zewnętrzny, pomost przy karczmie zwanej Pfahlbude przed głównym ujściem rzeki Pasłęki do Zalewu Wiślanego.

## Historia
Pierwsza wzmianka dotycząca kontaktu Braniewa z Hanzą pochodzi z 1358 roku. Pierwszym znanym, zapisanym w źródłach w tymże roku był kupiec braniewski Heyne Langhe, któremu zarekwirowano kogę w czasie walki hrabiego Flandrii z Antwerpią. Natomiast dokument potwierdzający przynależność do Hanzy pochodzi z listopada 1367 roku. Mówi on, iż 6 siostrzanych miast pruskich powinno wystawić 5 kog na wojnę z królem duńskim Waldemarem, prowadzoną wówczas przez Hanzę, oraz uregulować podatek, który był obliczany na podstawie wyporności posiadanych statków.
Flota handlowa, którą dysponowało Braniewo, była niewielka, zaś rozbudowa portu utrudniona. Oddalenie od ujścia rzeki Pasłęki pozwalało zawijać tylko niewielkim statkom, a sama rzeka była niewystarczająco spławna. Aby handel i pośrednictwo było korzystne, niezbędna była budowa spichlerzy, które powstały w 1401 roku, natomiast w 1425 roku rozbudowano rampy załadunkowe. Do Braniewa zaczęły spływać zagraniczne wina, przyprawy, broń, miedź, stal, szkło, olej i papier, a handlujący w zamian oferowali produkty rolne, len, wosk, skóry i miód. Jednak ilości przewożonego towaru były dużo mniejsze niż w przypadku Gdańska czy Elbląga.
Wkrótce zaczęto też odczuwać problemy związane ze zmniejszeniem się głębokości Zalewu Wiślanego oraz powstaniem usypisk deltowych, oddalających port od akwenu. Warunki pogodowe i prądy powodowały powstawanie płycizn, utrudniających swobodną żeglugę. Podjęto się prac oczyszczenia ujścia Pasłęki, które okazały się trudne, kosztowne i czasochłonne. Jeszcze w 1553 roku przedstawiciele Braniewa wyjeżdżali w sprawach Hanzy do Gdańska, a w 1557 roku do Lubeki. Dokumenty uczestnictwa Braniewa w Związku Hanzeatyckim kończą się na 1604 roku, ale jeszcze w 1681 roku rada Starego Miasta Braniewa podkreślała, że korzysta z prawa morskiego nadanego przez Hanzę, a statki z braniewskiego portu docierają do Holandii, Danii i Szwecji.
Do końca XVIII wieku, mimo kryzysu gospodarczego powodowanego wojnami szwedzkimi, Braniewo pozostawało ciągle ośrodkiem handlu dalekomorskiego. Pomimo wielu utrudnień w Braniewie wykształcili się pierwsi armatorzy, właściciele statków. Najpotężniejszym armatorem stał się Johann Oestreich (1750–1833), który w ciągu ponad 40 lat doszedł do ogromnego majątku, zajmując się głównie handlem przędzą lnianą. Sam posiadał on dwa statki „Braunsberg” i „Vigillante”, które pływały z przędzą do portów europejskich, a nawet Ameryki Północnej. Pod koniec XIX wieku zaczęły kursować parowce, będące własnością spółki kupców braniewskich, które docierały do Pilawy i Królewca.
Rozwój w XIX wieku kolei żelaznych kształtuje nowy układ szlaków komunikacyjnych. 19 października 1852 roku dociera do Braniewa pierwsza linia kolejowa, dająca połączenie z Malborkiem przez Elbląg. W następnym roku, 1853, miasto zyskuje połączenie z Królewcem. Przez Braniewo wytyczona została bowiem ważna magistrala kolejowa – Pruska Kolej Wschodnia, budowana przez państwo pruskie na podstawie ustawy sejmowej z 7 grudnia 1849 roku z Berlina do Królewca, a dalej aż do granicy prusko-rosyjskiej w Ejtkunach (obecnie Czemyszewskoje). W latach 1884–1899 powstały kolejne linie kolejowe z Olsztynem przez Pieniężno oraz z Elblągiem linią biegnącą nad Zalewem Wiślanym (Kolej Nadzalewowa, niem. Haffuferbahn).
W końcu XIX w. Braniewo utraciło swój prymat gospodarczy nad innymi miastami Warmii. Zostało zostawione w tyle przez prężnie rozwijający się Olsztyn. Transport wodny zaczął ustępować szybszej kolei, port zaczął podupadać. Jeszcze na początku XX w. odbywał się w porcie handel przybrzeżny – do miasta docierało ponad 4,5 tys. ton towarów, a wypływało 4 tys. ton.
W 1905 roku, 1916 i po 1931 roku rozebrano w porcie trzy najstarsze spichlerze z końca XVII wieku i pierwszej połowy wieku XVIII. Po II wojnie światowej, w 1954 roku, zlikwidowano trzy kolejne, tak że z dużego zespołu magazynów portowych do czasów współczesnych zachował się tylko najmłodszy ze spichlerzy – spichlerz Mariacki, który jednak pełni dziś zupełnie inną funkcję – obiektu gastronomicznego.

## Przystań żeglarska

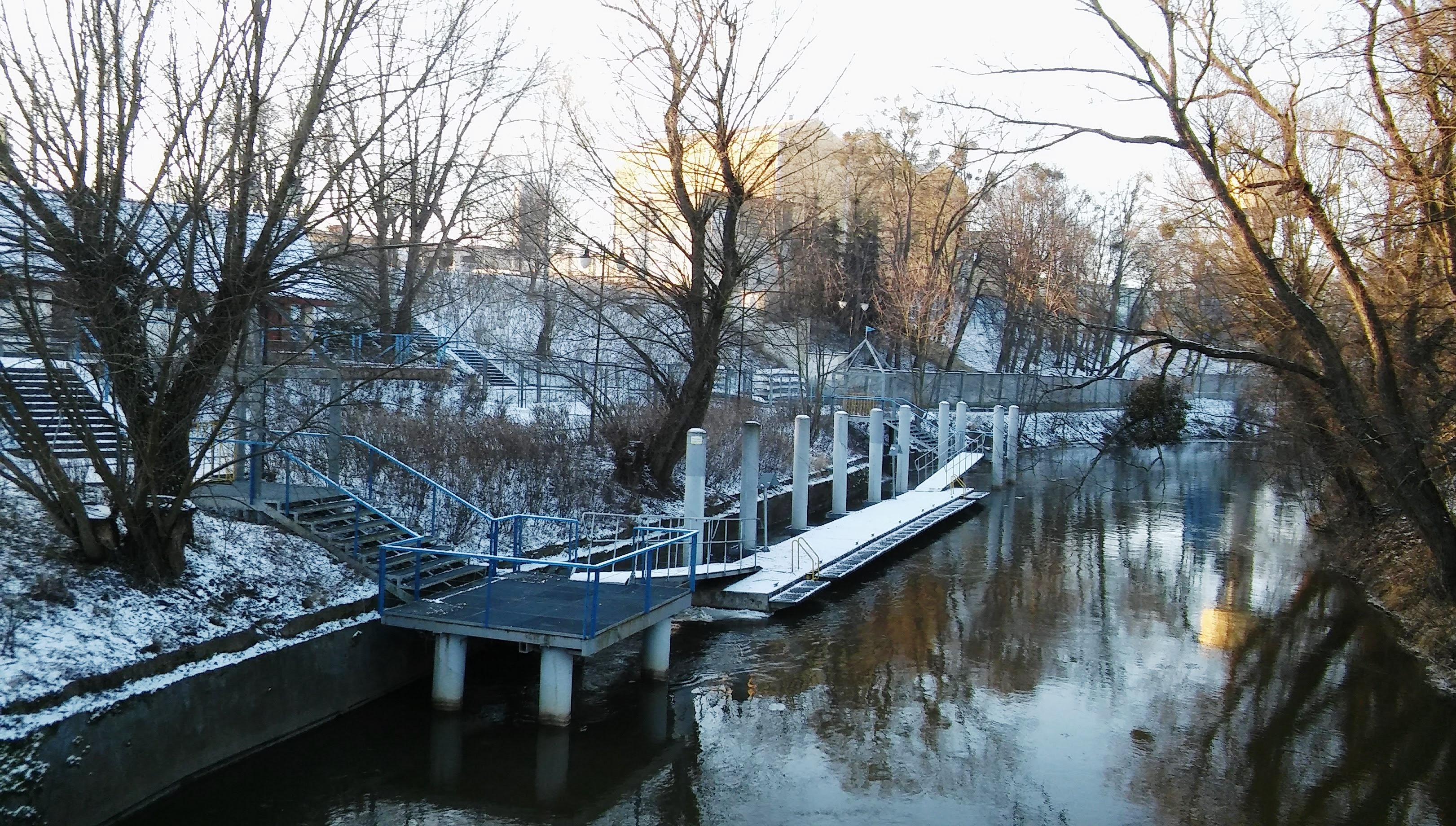
Współczesna przystań żeglarska w miejscu historycznego portu

W latach 2011–2012 w ramach projektu – „Pętla Żuławska” powstała w Braniewie w miejscu historycznego portu przystań żeglarska. W ramach projektu zbudowano 30 m pomostu cumowniczego dla jachtów i małych jednostek żeglugi śródlądowej, budynek bosmanatu oraz zagospodarowano teren, na którym powstało między innymi pole biwakowe, ciągi piesze oraz elementy małej architektury. Wartość całkowita zrealizowanego zadania to ponad 2,6 mln złotych. Przystań znajduje się przed kładką dla pieszych, za budynkami browaru. Pomost zlokalizowany jest wzdłuż nabrzeża. Cumowanie możliwe jest tylko dla małych jednostek.